# Kamehameha I
Kamehameha I (Kapakai Kokikekoki Heiau (Kohala), c. 1758 – Kailua-Kona, 8 mei 1819), ook wel Kamehameha de Grote genoemd, is de oprichter van het voormalige Koninkrijk Hawaï. Na het veroveren van alle Hawaïaanse eilanden (behalve Kauai, dat vrijwillig toetrad) stichtte hij dit koninkrijk in 1810.
Zijn volledige naam was Kalani Paiʻea Wohi o Kaleikini Kealiʻikui Kamehameha o ʻIolani i Kaiwikapu kaui Ka Liholiho Kūnuiākea.
Onder invloed van de contacten met de Europeanen verenigde koning Kamehameha I op gewelddadige wijze alle voordien vaak onderling vijandige eilanden. De Hawaïaanse koningen voerden een politiek van gastvrijheid voor vreemdelingen, waarbij zij echter bijvoorbeeld de Engelsen tegen de Amerikanen uitspeelden. Kamehameha I stelde de Mamalahoe Kanawai op, een wet die de burgerrechten beschermde van burgers in oorlogstijd.
Zoals in die tijd gebruikelijk was, was hij met meerdere vrouwen getrouwd. Zijn favoriete was Elizabeth Kaʻahumanu, die tijdens zijn bewind veel politieke invloed ontwikkelde. Na Kamehameha's dood versterkte zij haar positie en werd ze koningin-regentes van het koninkrijk.
In 1871 riep Kamehameha V een nationale feestdag, Kamehameha Day, uit ter ere van koning Kamehameha I. Deze feestdag wordt ook nu nog jaarlijks gevierd op 11 juni.

## Legendarische geboorte

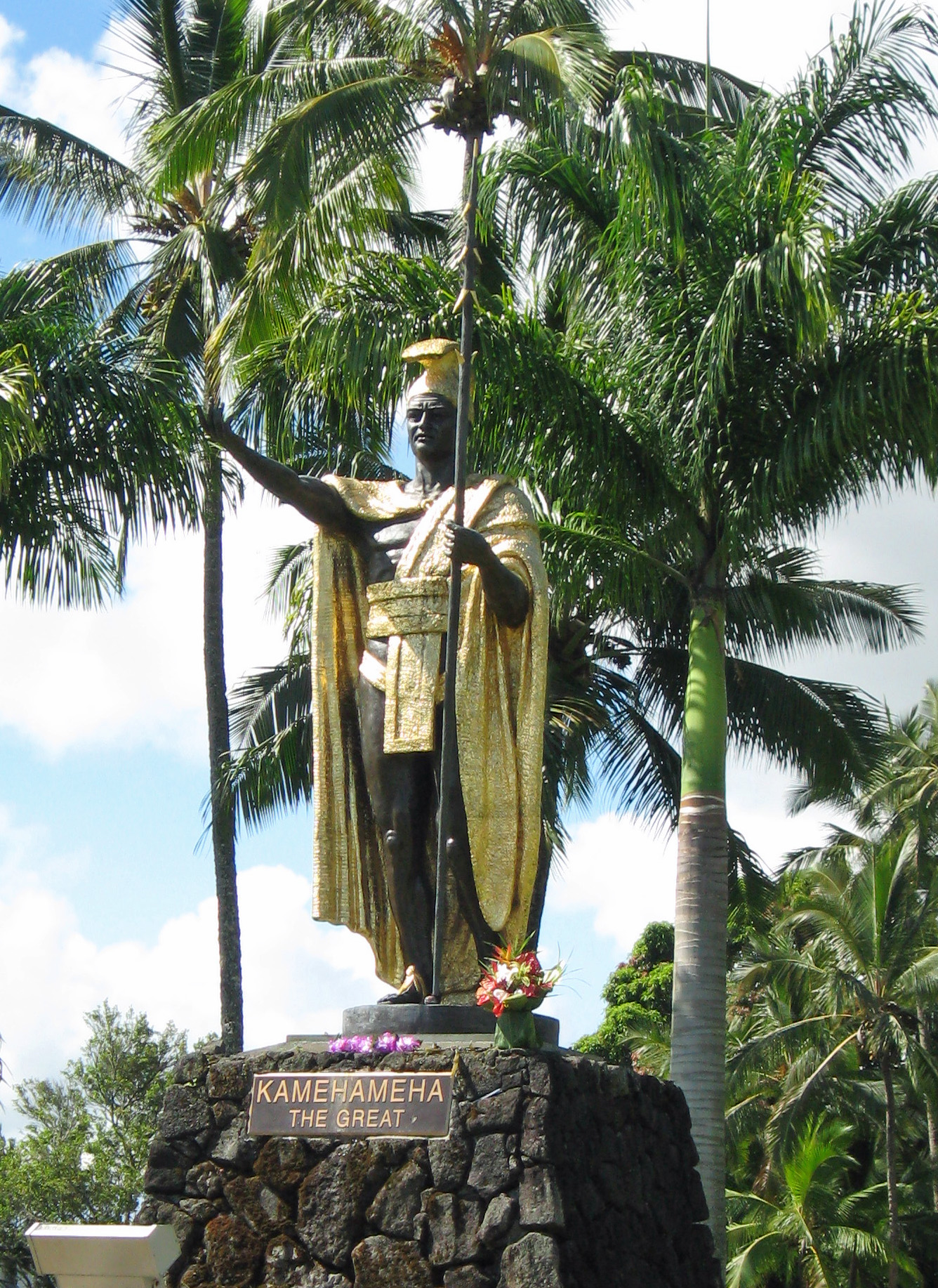
Standbeeld van Kamehameha I in Hilo

Het is niet exact bekend in welk jaar Kamehameha I werd geboren. Er bestond echter een Hawaïaanse legende die luidde dat een groot heerser op een dag alle eilanden zou verenigen, en dat de komst van deze heerser zou worden aangekondigd door een komeet. Komeet Halley was in 1758 te zien vanaf Hawaï, dus er wordt algemeen aangenomen dat Kamehameha I korte tijd later werd geboren.
Na de geboorte van Kamehameha I eiste de toenmalig leider van het eiland dat het kind zou worden gedood. Ook hij kende immers de legende en had de komeet gezien. Uit angst dat dit kind de beloofde heerser zou zijn die hem van zijn troon zou stoten, nam hij liever geen enkel risico. Kamehameha's ouders hadden echter al iets dergelijks verwacht en hadden het kind aan iemand anders meegegeven, zodat het kind niet te veel op zou vallen. Vijf jaar later mocht het kind toch weer bij zijn ouders wonen.
Na de dood van Kamehameha I op 8 mei 1819 werd zijn lichaam door diens goede vriend Hoapili verborgen. Ook tegenwoordig is het onbekend waar de laatste rustplaats van Kamehameha zich bevindt. Een beeld van Kamehameha vertegenwoordigt Hawaï in de National Statuary Hall van het Capitool.

## Trivia

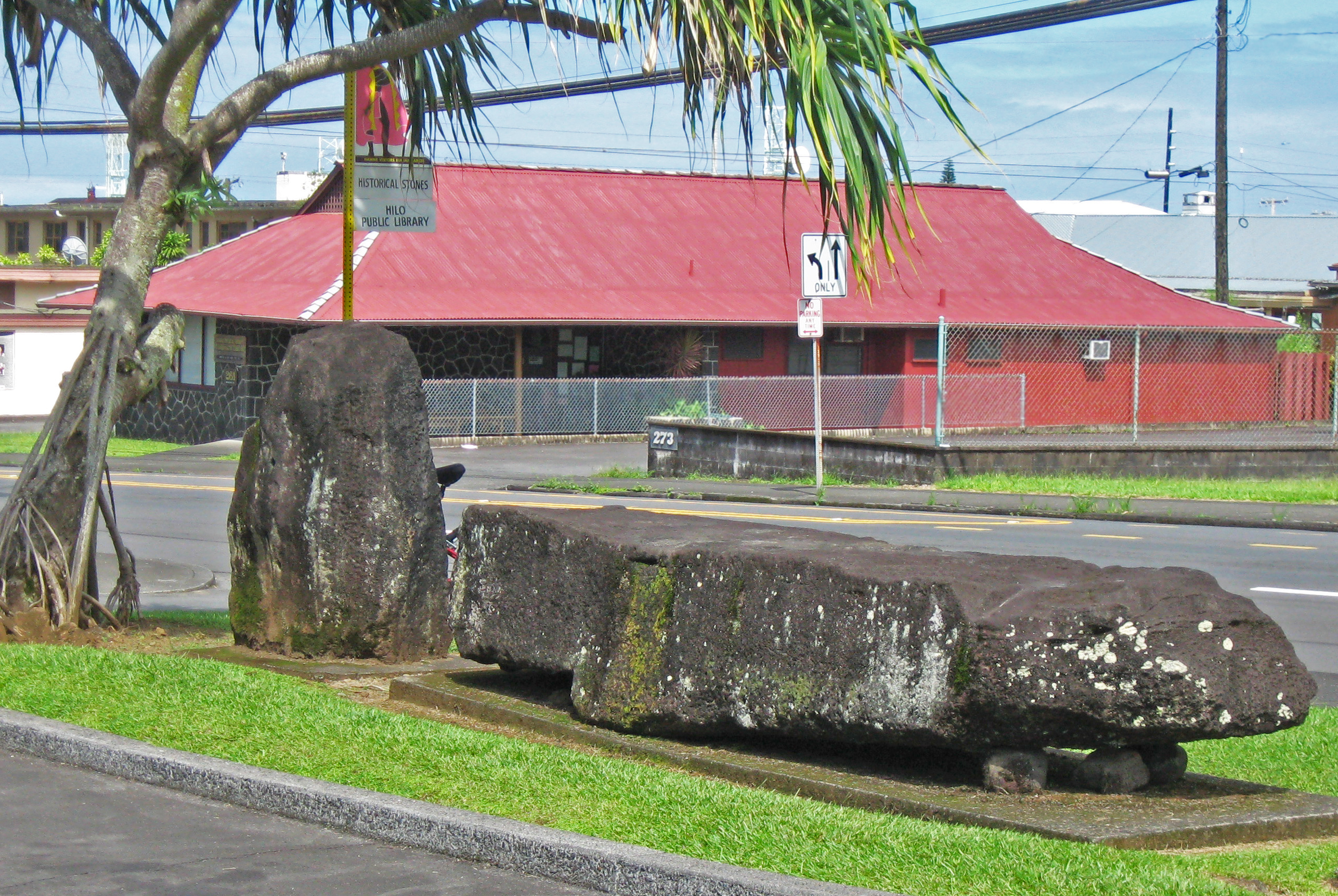
De Naha Stone in Hilo

- Een legende luidt dat Kamehameha ooit een 450 kg zware rots tussen twee dorpen vervoerde zonder deze te laten vallen.
- Een andere legende luidt dat Kamehameha de bijna 2½ ton wegende "Naha Stone" eigenhandig heeft omgedraaid. Daarvoor werd altijd gezegd dat degene die dit voor elkaar kreeg, de macht over alle eilanden zou krijgen. Deze steen ligt nu voor de openbare bibliotheek in Hilo.
- Zijn echte naam in het Hawaïaans betekent "krab met harde schelp".
- De enige bestaande schilderijen van Kamehameha werden gemaakt door ontdekkingsreizigers. Men zegt dat Kamehameha ongeveer 1,98 meter groot was. Volgens Hawaiian Folklore Tales (1975) van C. Alexander Stames was Kamehameha zelfs 7ft 10 inches (2,39 m).[2]
- De Kamehameha is de eerste energieaanval in de Dragon Ball-serie.